# Yusuke Kobayashi (fotbollsspelare född 1994)
Yusuke Kobayashi (小林 祐介 Kobayashi Yusuke?), född 23 oktober 1994 i Saitama prefektur, är en japansk fotbollsspelare.
Kobayashi började sin karriär 2013 i Kashiwa Reysol. Med Kashiwa Reysol vann han japanska ligacupen 2013. 2018 blev han utlånad till Shonan Bellmare. Med Shonan Bellmare vann han japanska ligacupen 2018. Han gick tillbaka till Kashiwa Reysol 2019.